# Psychotria monensis
Psychotria monensis är en måreväxtart som beskrevs av Martin Roy Cheek och Séné. Psychotria monensis ingår i släktet Psychotria och familjen måreväxter. Inga underarter finns listade i Catalogue of Life.